# Barra (Szkocja)
Barra, (gael.: (Eilean) Bharraigh) – wyżynna wyspa w archipelagu Hebrydów Zewnętrznych.
Najdalej na południe położona z głównych wysp archipelagu Hebrydy, który znajduje się w pobliżu zachodniego wybrzeża Szkocji. Długości wyspy wynosi około 16 km. Zachodnie wybrzeże to głównie piaszczyste plaże, wschodnie jest skaliste. Większość obszaru wyspy jest górzysta, najwyższy punkt -to góra Hewa (383 m).
Według spisu z 2001 r. liczba ludności wyspy Barra wynosiła 1078 osób. Główna miejscowość Castlebay, znajduje się na południowym wybrzeżu. Językiem dominującym jest gaelicki (62%), a większość ludności to katolicy. Ludność wyspy zajmuje się hodowlą owiec.
Wyspa ma lądowisko dla samolotów o piaszczystym pasie startowym, możliwym do wykorzystania tylko w czasie odpływu. Połączona jest groblą z wyspą Waters. Sieć drogowa ma około 22 km długości. Istnieją połączenia promowe na wyspy Eriskay, South Uist i do Oban.
Jedną z atrakcji turystycznych jest zamek Kismul, niedaleko Castlebay.

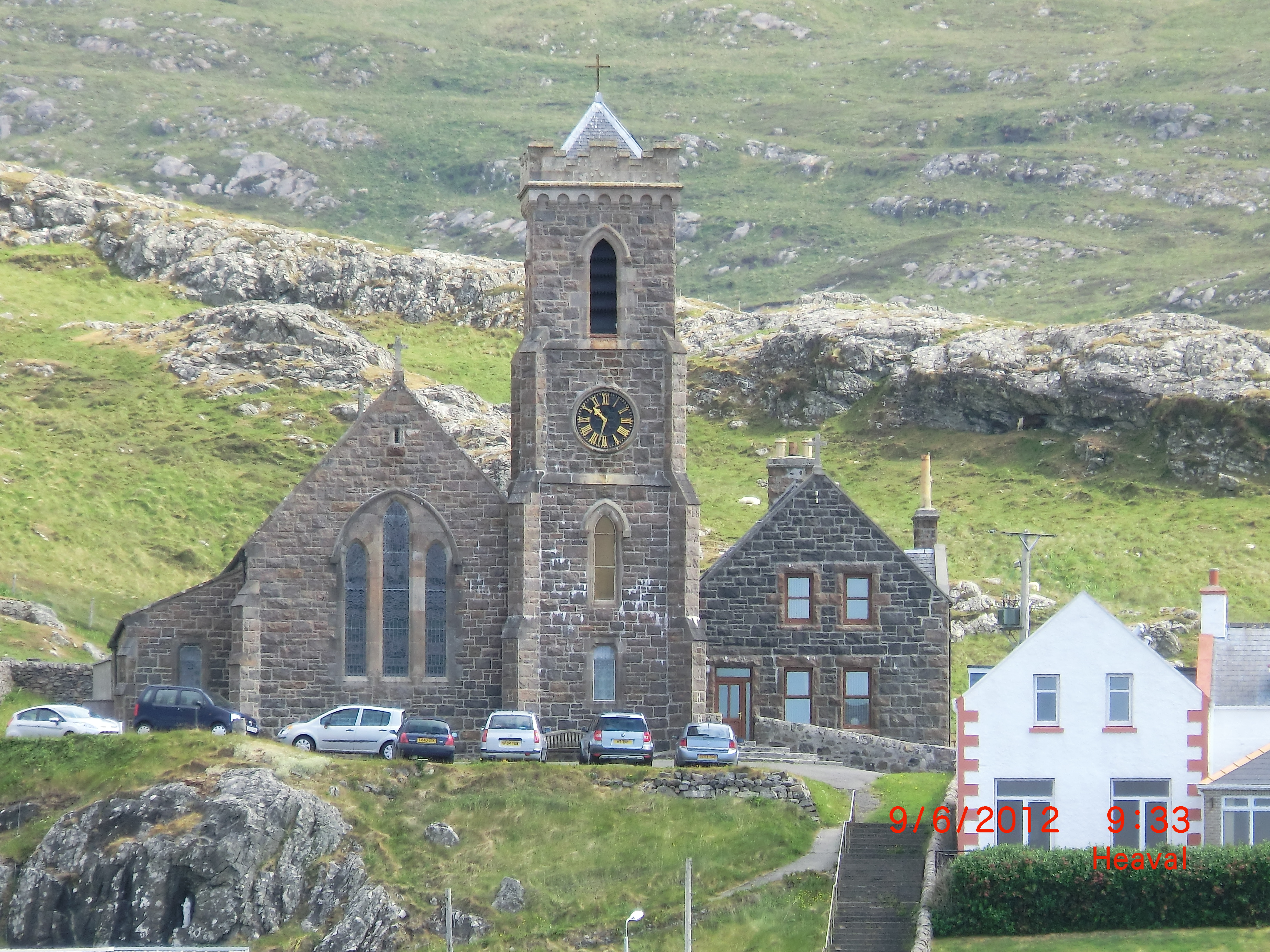
Kościół w Castlebay
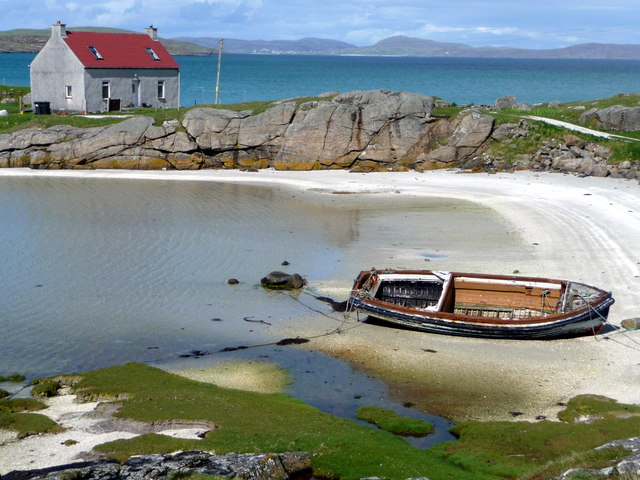
Port w Crannag
Flaga wyspy Barra
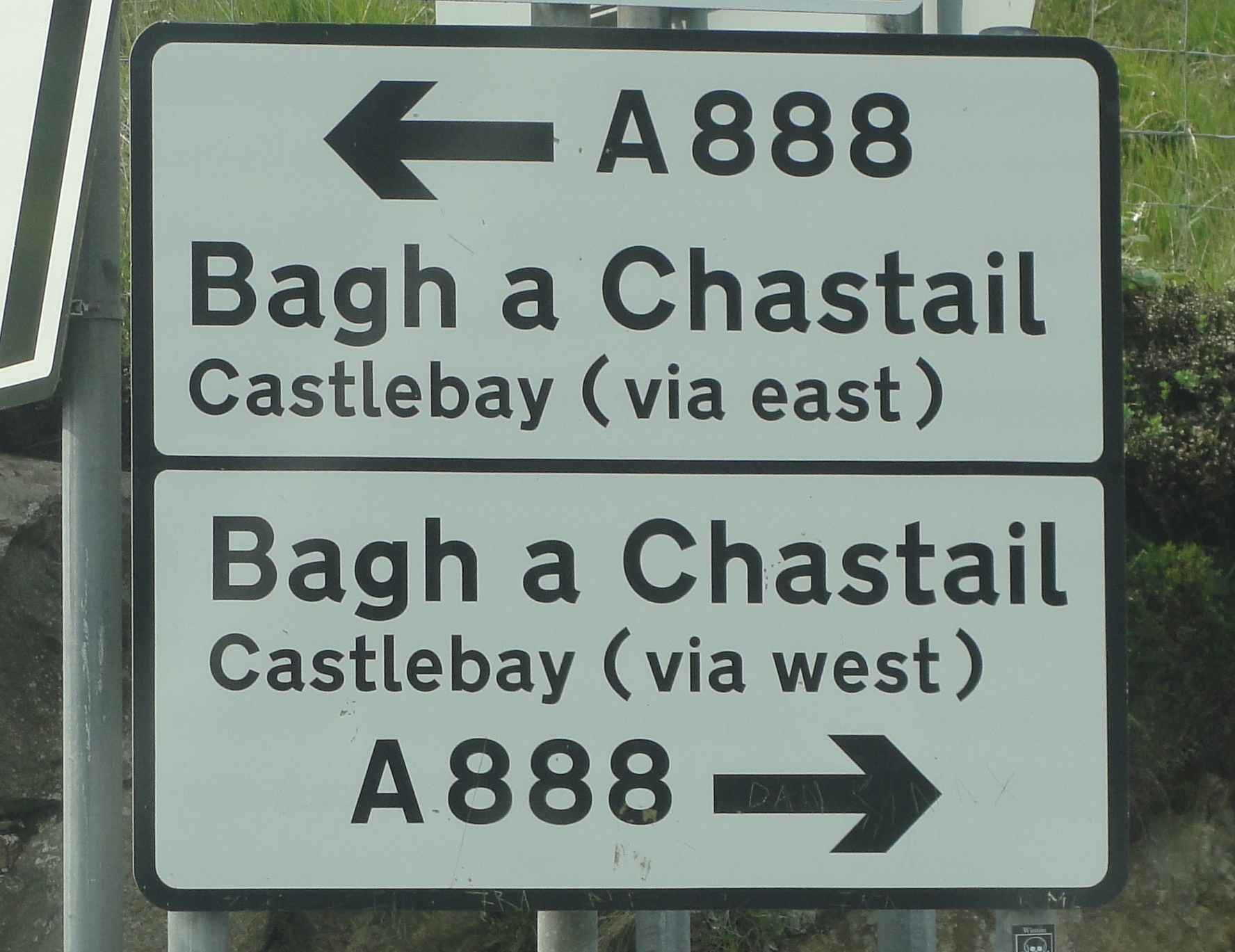
Dwujęzyczne znaki drogowe na wyspie